# 코리츠키곶
코리츠키 곶(러시아어: Мыс Корицкий, 일본어: カムイワッカ岬, Cape Koritsky)는 러시아 쿠릴 열도의 섬
인 이투루프 섬에 위치한 곶이다. 영유권을 주장하고 있는 일본에서는 가모이왓카 곶이라고 한다.

## 특징
코리츠키 곶은 일본이 주장하는 영토에서의 최북단 지점으로 볼 수 있는 일본의 극점 중 한 곳에 속하고 있다.
현재 이 지역은 러시아가 실효 지배하고 있는 곳으로, 일본의 실효 지배 지역 중에서의 최북단 지점은 소야 곶이다.
- 좌표 : 북위 45도 33분 28초, 동경 148도 45분 14초